# Reparti italiani al fronte orientale
Questa pagina riporta la lista dei reparti italiani che dal 1941 a 1943 hanno operato a fianco alle forze tedesche sul fronte orientale della seconda guerra mondiale. Inizialmente le forze italiane consisterono in un corpo d'armata assistito da una piccola componente aerea, ma nell'estate del 1942 gli eventi sul fronte orientale resero necessario l'invio di forze più consistenti, e altri due corpi d'armata confluirono assieme allo CSIR per formare l'8ª Armata o ARMIR, che combatté in Unione Sovietica fino alla sua completa disfatta nel gennaio 1943.
- Corpo di spedizione italiano in Russia (CSIR) da luglio 1941 ad aprile 1942
  - 22º Gruppo autonomo caccia terrestre dall'estate del 1941 al 4 maggio 1942
  - LXI Gruppo o 61º Gruppo Autonomo Osservazione Aerea a Tudora (Botoșani) con 32 Caproni Ca.311 (34ª Squadriglia, 119ª, e 128ª Squadriglia) dal 16 agosto 1941 al 13 maggio 1942
  - 245ª Squadriglia da settembre 1941
  - 246ª Squadriglia dal 25 novembre 1941

- 8ª Armata o Armata italiana in Russia (ARMIR) da aprile 1942 a 31 gennaio 1943
  - 21º Gruppo Autonomo Caccia Terrestre dal 4 maggio 1942 al 21 gennaio 1943.
  - 71º Gruppo Autonomo Osservazione Aerea (71º Gruppo Volo) dal 13 maggio 1942 al 21 gennaio 1943.
  - 245ª Squadriglia da aprile 1942
  - 246ª Squadriglia da aprile 1942

- 4ª Flottiglia MAS che operò sul Mar Nero e sul Mar d'Azov dal maggio 1942 al settembre 1943.
- XIIª Squadriglia MAS che operò sul Lago Ladoga dall'agosto all'ottobre 1942.